# Campeonato Chileno de Futebol de 1974
O Campeonato Chileno de Futebol de 1974 (oficialmente Campeonato Nacional de Fútbol Profesional de la Primera División de Chile) foi a 42ª edição do campeonato do futebol do Chile. Os clubes jogam todos contra todos. O último colocado é rebaixado para a Campeonato Chileno de Futebol - Segunda Divisão. O campeão e o ganhador da ligilla entre 2º ao 4º lugar se classificam para a Copa Libertadores da América de 1975.

## Participantes
| Equipe                               | Cidade        | Região                           | No ano anterior                                                     | Estádio                                 | Capacidade | Títulos                                     | Participações |
| ------------------------------------ | ------------- | -------------------------------- | ------------------------------------------------------------------- | --------------------------------------- | ---------- | ------------------------------------------- | ------------- |
| Club Social y Deportivo Colo-Colo    | Ñuñoa         | Região Metropolitana de Santiago | Vice Campeão                                                        | Estádio Nacional de Chile               | 55.100     | 11 (Último em 1972)                         | 42            |
| Club Universidad de Chile            | Santiago      | Região Metropolitana de Santiago | Décimo Terceiro Lugar                                               | Estádio Nacional de Chile               | 55.100     | 7 (1940, 1959, 1962,1964, 1965, 1967, 1969) | 37            |
| Unión Española                       | Independencia | Região Metropolitana de Santiago | Campeão                                                             | Estádio Santa Laura                     | 22.375     | 3 (1943, 1951, 1973)                        | 41            |
| Club de Deportes Santiago Wanderers  | Valparaíso    | Região de Valparaíso             | Décimo Segundo Lugar                                                | Estádio Elías Figueroa Brander          | 23.000     | 2 (1958, 1968)                              | 30            |
| Club Social de Deportes Rangers      | Talca         | Região de Maule                  | Décimo Primeiro Lugar                                               | Estádio Fiscal de Talca                 | 8.324      | 0 (não possui)                              | 23            |
| Club de Deportes La Serena           | La Serena     | Região de Coquimbo               | Oitavo Lugar                                                        | Estádio La Portada                      | 18.500     | 0 (não possui)                              | 15            |
| Club de Deportes Unión La Calera     | La Calera     | Região de Valparaíso             | Décimo Lugar                                                        | Estádio Municipal Nicolás Chahuán Nazar | 10.000     | 0 (não possui)                              | 12            |
| Club Deportivo Magallanes            | Maipú         | Região Metropolitana de Santiago | Sexto Lugar                                                         | Estádio Independência                   | 13.500     | 4 (1933, 1934, 1935, 1938)                  | 41            |
| Green Cross-Temuco                   | Temuco        | Região de Araucanía              | Sétimo Lugar                                                        | Estádio Municipal Germán Becker         | 20.930     | 0 (não possui)                              | 10            |
| O'Higgins Fútbol Club                | Rancagua      | Região de O'Higgins              | Nono Lugar                                                          | Estádio El Teniente                     | 14.550     | 0 (não possui)                              | 19            |
| Club Deportivo Huachipato            | Talcahuano    | Região de Bío-Bío                | Terceiro Lugar                                                      | Estádio Las Higueras                    | -----      | 0 (não possui)                              | 8             |
| Club Social y de Deportes Concepción | Concepción    | Região de Bío-Bío                | Quinto Lugar                                                        | Estádio Municipal de Concepción         | 35.000     | 0 (não possui)                              | 7             |
| Regional Antofagasta                 | Antofagasta   | Região de Antofagasta            | Nono Lugar                                                          | Estádio Regional de Antofagasta         | 26.339     | 0 (não possui)                              | 6             |
| Club de Deportes Lota Schwager       | Coronel       | Região de Bío-Bío                | Décimo Quarto Lugar                                                 | Estádio Municipal Federico Schwager     | 18.500     | 0 (não possui)                              | 5             |
| Club de Deportes Unión San Felipe    | San Felipe    | Região de Valparaíso             | Décimo Sétimo Lugar                                                 | Estádio Municipal de San Felipe         | 18.500     | 1 (1971)                                    | 10            |
| Club Deportivo y Social Naval        | Talcahuano    | Região de Bío-Bío                | Décimo Sexto Lugar                                                  | Estádio El Morro                        | 7.152      | 0 (não possui)                              | 3             |
| Club Deportivo Palestino             | La Cisterna   | Região Metropolitana de Santiago | Décimo Quinto Lugar                                                 | Estádio Santa Laura                     | 22.375     | 1 (1955)                                    | 20            |
| Club de Deportes Aviación            | El Bosque     | Região Metropolitana de Santiago | Acesso pelo Campeonato Chileno de Futebol de 1973 - Segunda Divisão | Estádio Reinaldo Martín Müller          | 22.375     | 0 (não possui)                              | 1             |

## Campeão
| Campeão Chileno 1974                                       |
| ---------------------------------------------------------- |
| Club Deportivo Huachipato (Talcahuano) (1º título) Campeão |